# جيسيكا آبي
جيسيكا روموالد إيمانويلا آبي (بالإنجليزية: Jessica Romuald Emmanuella Aby) (مواليد 16 يونيو 1998)، والمعروفة أيضًا باسم إيمانويلا آبي (بالإنجليزية: Emmanuella Aby)، هي لاعبة كرة قدم محترفة من ساحل العاج تلعب في مركز الهجوم لنادي القادسية السعودي والمنتخب الوطني للنساء في ساحل العاج.

## المسيرة الكروية
لعبت آبي لنادي برشلونة وونادي بيرغوس ليماسول (Pyrgos Limassol) في قبرص، ونادي لوجرونيو وكذلك نادي الألافيس في إسبانيا، قبل أن تنضم إلى النادي السعودي القادسية في أكتوبر 2023.

## المسيرة الدولية
كانت آبي جزءًا من منتخب كأس العالم للسيدات 2015 لساحل العاج.

## روابط خارجية
- Jessica Aby على موقع BDFútbol
- جيسيكا آبي – سجل منافسات الفيفا
- (بالفرنسية) الملف الشخصي على اتحاد ساحل العاج لكرة القدم